# Виндом (Тексас)
Виндом (енгл. Windom) град је у америчкој савезној држави Тексас. По попису становништва из 2010. у њему је живело 199 становника.

## Демографија
Према попису становништва из 2010. у граду је живело 199 становника, што је 46 (18,8%) становника мање него 2000. године.
| Група             | 2000.       | 2010.       |
| Белци             | 224 (91,4%) | 177 (88,9%) |
| Афроамериканци    | 15 (6,1%)   | 8 (4,0%)    |
| Азијати           | 0 (0,0%)    | 0 (0,0%)    |
| Хиспаноамериканци | 0 (0,0%)    | 9 (4,5%)    |
| Укупно            | 245         | 199         |